# Кубок Европейской конфедерации волейбола среди женщин 2024/2025
45-й розыгрыш Кубка Европейской конфедерации волейбола (ЕКВ) среди женщин проходил с 5 ноября 2024 по 1 апреля 2025 года с участием 27 клубных команд из 18 стран-членов Европейской конфедерации волейбола (с четвертьфинала к розыгрышу присоединятся ещё 4 команды). Победителем турнира стала итальянская команда «Игор Горгондзола» (Новара).

## Система квалификации
25 мест в Кубке Европейской конфедерации волейбола 2024/2025 были распределены по рейтингу ЕКВ на сезон 2024/2025, учитывающему результаты выступлений клубных команд стран-членов ЕКВ в Кубке ЕКВ и Кубке вызова ЕКВ на протяжении трёх сезонов (2020/2021—2022/2023). Согласно ему места в розыгрыше получили клубы 17 стран: Румыния (2 команды), Турция, Италия (обе по 1 команде, так как в основной турнир Лиги чемпионов 2025 эти страны имели возможность напрямую заявить по 3 представителя), Германия, Чехия, Франция, Сербия, Венгрия, Греция, Испания (все по 2 команды), Бельгия, Португалия, Хорватия, Швейцария, Словения, Россия, Россия, Польша (все по 1 команде). От заявки отказались оба представителя Греции, по одному представителю Румынии, Германии, Сербии и единственный представитель Португалии, а клуб из России исключён из розыгрыша. По одному вакантному месту предоставлено Турции, Франции, Польше и Австрии. Ещё 3 места в розыгрыше остались незанятыми.
Также в розыгрыш Кубка с первой стадии включены 5 команд, не прошедших квалификацию Лиги чемпионов 2024/2025. С четвертьфинала к соревнованиям подключатся 4 команды, занявшие в группах предварительного этапа Лиги чемпионов третьи места и не прошедшие в плей-офф Лиги.

## Команды-участницы
Не квалифицировавшиеся в предварительный этап Лиги чемпионов
| Страна               | Команда                      |  |
| -------------------- | ---------------------------- |  |
| Испания              | «Гран-Канария» (Лас-Пальмас) |  |
| Бельгия              | «Астерикс-АВО» (Беверен)     |  |
| Северная Македония   | «Работнички» (Скопье)        |  |
| Черногория           | «Херцег-Нови» (Херцег-Нови)  |  |
| Босния и Герцеговина | «Гацко» (Гацко)              |  |

Заявленные непосредственно в Кубок ЕКВ
| Страна    | Команда                                 |                                               |
| --------- | --------------------------------------- | --------------------------------------------- |
| Румыния   | «Альба-Блаж» (Блаж)                     | 2-й призёр чемпионата Румынии 2024            |
| Турция    | «Тюрк Хава Йоллары» (Стамбул)           | по итогам чемпионата Турции 2024 (4-е место)  |
| Турция    | «Кузейбору» (Аксарай)                   | по итогам чемпионата Турции 2024 (5-е место)  |
| Италия    | «Игор Горгондзола» (Новара)             | по итогам чемпионата Италии 2024 (4-е место)  |
| Германия  | «Дрезднер» (Дрезден)                    | 3-й призёр чемпионата Германии 2024           |
| Чехия     | «Дукла» (Либерец)                       | 2-й призёр чемпионата Чехии 2024              |
| Чехия     | «Простеёв» (Простеёв)                   | 3-й призёр чемпионата Чехии 2024              |
| Франция   | «Мюлуз Эльзас» (Мюлуз)                  | 3-й призёр чемпионата Франции 2024            |
| Франция   | «Волеро Ле-Канне» (Ле-Канне)            | по итогам чемпионата Франции 2024 (4-е место) |
| Франция   | «Вандёвр-Нанси» (Нанси)                 | по итогам чемпионата Франции 2024 (5-е место) |
| Сербия    | «Црвена Звезда» (Белград)               | по итогам чемпионата Сербии 2024 (4-е место)  |
| Венгрия   | «Капошвар» (Капошвар)                   | 2-й призёр чемпионата Венгрии 2024            |
| Венгрия   | «Светельски-Бекешчаба» (Бекешчаба)      | 3-й призёр чемпионата Венгрии 2024            |
| Испания   | «Аварка де Менорка» (Сьюдадела)         | 2-й призёр чемпионата Испании 2024            |
| Испания   | «Тенерифе Либбис Ла-Лагуна» (Ла-Лагуна) | 3-й призёр чемпионата Испании 2024            |
| Бельгия   | «Чалу» (Шапель-лез-Эрлемон)             | 2-й призёр чемпионата Бельгии 2024            |
| Хорватия  | «Динамо» (Загреб)                       | 2-й призёр чемпионата Хорватии 2024           |
| Швейцария | «Витеос Невшатель ЮК» (Невшатель)       | Чемпион Швейцарии 2024                        |
| Словения  | «Браник» (Марибор)                      | 2-й призёр чемпионата Словении 2024           |
| Польша    | ЛКС (Лодзь)                             | по итогам чемпионата Польши 2024 (5-е место)  |
| Польша    | «Радомка» (Радом)                       | по итогам чемпионата Польши 2024 (6-е место)  |
| Австрия   | «ТИ-Штаудингер» (Инсбрук)               | Чемпион Австрии 2024                          |

## Система проведения розыгрыша
С начальных стадий в розыгрыше принимают участие 27 команд, из которых 5 — выбывшие из квалификационного раунда Лиги чемпионов. На всех стадиях турнира применяется система плей-офф, то есть команды делятся на пары и проводят между собой по два матча с разъездами. Победителем пары выходит команда, одержавшая две победы. В случае равенства побед победителем становится команда, набравшая в рамках двухматчевой серии большее количество очков (за победу 3:0 и 3:1 даётся 3 очка, за победу 3:2 — 2 очка, за поражение 2:3 — 1, за поражение 1:3 и 0:3 очки не начисляются). Если обе команды при этом набирают одинаковое количество очков, то назначается дополнительный («золотой») сет, победивший в котором выходит в следующий раунд соревнований.
После 1/8-финала проводится раунд плей-офф, победители которого (4 команды) в четвертьфинале встречаются с командами, выбывшими из Лиги чемпионов (занявшими на групповом этапе Лиги третьи места и не прошедшими в плей-офф Лиги). 

## 1/16 финала
5-7.11/ 12-13.11.2024
 «Кузейбору» (Аксарай) —  «Динамо» (Загреб)  
5 ноября. 3:0 (25:15, 27:29, 25:12, 25:16).
12 ноября. 3:0 (25:17, 25:15, 26:24).
 «Гацко» —  «Мюлуз Эльзас» (Мюлуз)
6 ноября. 0:3 (11:25, 13:25, 22:25).
12 ноября. 0:3 (26:28, 18:25, 17:25).
 «Гран Канария» (Лас-Пальмас) —  ЛКС (Лодзь)
7 ноября. 0:3 (26:28, 20:25, 18:25).
13 ноября. 0:3 (14:25, 15:24, 14:25).
 «Игор Горгондзола» (Новара) освобождена от игр 1/16 финала.
 «Астерикс-АВО» (Беверен) —  «Чалу» (Шапель-лез-Эрлемон)  
6 ноября. 3:1 (27:25, 26:28, 26:24, 25:17).
13 ноября. 3:0 (25:19, 34:32, 25:20).
 «Волеро Ле-Канне» (Ле-Канне) —  «Црвена Звезда» (Белград)  
6 ноября. 3:1 (23:25, 25:15, 25:19, 25:23).
12 ноября. 1:3 (27:25, 13:25, 15:25, 18:25). «Золотой» сет — 15:12.
 «Светельски-Бекешчаба» (Бекешчаба) —  «ТИ-Штаудингер» (Инсбрук)  
6 ноября. 3:0 (25:17, 25:20, 25:13).
13 ноября. 2:3 (25:19, 26:28, 25:14, 19:25, 11:15).
 «Херцег-Нови» —  «Тюрк Хава Йоллары» (Стамбул)
5 ноября. 0:3 (17:25, 21:25, 16:25).
13 ноября. 0:3 (14:25, 15:25, 16:25).
 «Радомка» (Радом) —  «Дукла» (Либерец)  
7 ноября. 3:0 (25:15, 25:15, 25:23).
13 ноября. 3:0 (25:21, 25:20, 25:21).
 «Витеос Невшатель ЮК» (Невшатель) освобождён от игр 1/16 финала.
 «Вандёвр-Нанси» (Нанси) —  «Дрезднер» (Дрезден)  
6 ноября. 3:1 (25:23, 25:21, 17:25, 25:23).
13 ноября. 3:0 (25:19, 25:19, 25:19).
 «Браник» (Марибор) освобождён от игр 1/16 финала.
 «Тенерифе Либбис Ла-Лагуна» (Ла-Лагуна) —  «Капошвар»  
5 ноября. 3:1 (25:15, 25:16, 16:25, 25:19).
13 ноября. 3:1 (15:25, 25:22, 25:22, 25:21).
 «Аварка де Менорка» (Сьюдадела) освобождена от игр 1/16 финала.
 «Альба-Блаж» (Блаж) —  «Работнички» (Скопье)    
5 ноября. 3:0 (25:17, 25:8, 25:8).
12 ноября. 3:0 (25:14, 25:11, 25:11).
 «Простеёв» освобождён от игр 1/16 финала.

## 1/8 финала
26-28.11/ 10-11.12.2023
 «Кузейбору» (Аксарай) —  «Мюлуз Эльзас» (Мюлуз)  
27 ноября. 3:1 (26:28, 25:17, 27:25, 25:23).
10 декабря. 3:2 (22:25, 22:25, 25:20, 25:22, 15:13).
 ЛКС (Лодзь) —  «Игор Горгондзола» (Новара)
26 ноября. 0:3 (17:25, 15:25, 21:25).
11 декабря. 0:3 (21:25, 19:25, 26:28).
 «Астерикс-АВО» (Беверен) —  «Волеро Ле-Канне» (Ле-Канне)  
27 ноября. 3:0 (25:19, 25:21, 25:22).
11 декабря. 0:3 (23:25, 19:25, 22:25). «Золотой» сет — 15:11.
 «Светельски-Бекешчаба» (Бекешчаба) —  «Тюрк Хава Йоллары» (Стамбул)
27 ноября. 0:3 (15:25, 22:25, 19:25).
10 декабря. 0:3 (14:25, 19:25, 17:25).
 «Витеос Невшатель ЮК» (Невшатель) —  «Радомка» (Радом)
28 ноября. 0:3 (28:30, 24:26, 28:30).
11 декабря. 3:2 (25:21, 25:23, 11:25, 18:25, 21:19).
 «Браник» (Марибор) —  «Вандёвр-Нанси» (Нанси)
27 ноября. 0:3 (23:25, 23:25, 18:25).
10 декабря. 0:3 (6:25, 21:25, 20:25).
 «Аварка де Менорка» (Сьюдадела) —  «Тенерифе Либбис Ла-Лагуна» (Ла-Лагуна)  
27 ноября. 3:1 (25:22, 25:16, 22:25, 25:19).
10 декабря. 3:1 (25:21, 25:20, 15:25, 25:21).
 «Простеёв» —  «Альба-Блаж» (Блаж)
28 ноября. 1:3 (25:21, 17:25, 20:25, 21:25).
11 декабря. 2:3 (21:25, 25:16, 14:25, 29:27, 6:15)

## Раунд плей-офф
7-9.01/ 21-23.01.2025
 «Кузейбору» (Аксарай) —  «Игор Горгондзола» (Новара)
9 января. 3:1 (25:23, 15:25, 25:13, 25:23).
22 января. 0:3 (21:25, 20:25, 21:25). «Золотой» сет — 5:15.
 «Радомка» (Радом) —  «Вандёвр-Нанси» (Нанси)
7 января. 1:3 (22:25, 25:15, 23:25, 13:25).
22 января. 3:0 (25:19, 25:19, 37:35). «Золотой» сет — 18:16.
 «Астерикс-АВО» (Беверен) —  «Тюрк Хава Йоллары» (Стамбул)
8 января. 0:3 (21:25, 18:25, 22:25).
23 января. 0:3 (19:25, 23:25, 17:25).
 «Аварка де Менорка» (Сьюдадела) —  «Альба-Блаж» (Блаж)
8 января. 0:3 (23:25, 14:25, 23:25).
21 января. 0:3 (21:25, 16:25, 22:25).
В четвертьфинале против победителей пар раунда плей-офф играют 4 команды, занявшие в группах предварительного этапа Лиги чемпионов третьи места и выбывшие из розыгрыша —  «Марица» (Пловдив),  «Порту»,  «Вашаш-Обуда» (Будапешт),  «БКС Бостик» (Бельско-Бяла).

## Четвертьфинал
4-6.02/ 18-20.02.2025
 «Игор Горгондзола» (Новара) —  «Марица» (Пловдив)  
4 февраля. 3:0 (25:20, 25:13, 25:19).
18 февраля. 3:0 (25:21, 25:19, 25:14).
 «БКС Бостик» (Бельско-Бяла) —  «Тюрк Хава Йоллары» (Стамбул)
5 февраля. 3:1 (25:16, 20:25, 25:21, 25:12).
20 февраля. 0:3 (19:25, 15:25, 20:25). «Золотой» сет — 7:15.
 «Вашаш-Обуда» (Будапешт) —  «Радомка» (Радом)  
6 февраля. 3:1 (19:25, 25:20, 25:19, 25:21).
18 февраля. 2:3 (15:25. 22:25, 27:25, 31:29, 12:15).
 «Порту» —  «Альба-Блаж» (Блаж)
4 февраля. 0:3 (22:25, 20:25, 21:25).
20 февраля. 1:3 (13:25, 25:23, 9:25, 22:25).

## Полуфинал
4-6.03 / 11-13.03.2025
 «Игор Горгондзола» (Новара) —  «Тюрк Хава Йоллары» (Стамбул) 
5 марта. 3:0 (25:23, 25:18, 26:24).
13 марта. 3:0 (27:25, 26:24, 25:18).
 «Вашаш-Обуда» (Будапешт) —  «Альба-Блаж» (Блаж)
4 марта. 2:3 (26:24, 19:25, 25:9, 18:25, 9:15).
11 марта. 0:3 (18:25, 22:25, 21:25)

## Финал

### 1-й матч
| 25 марта 2025 | \| «Игор Горгондзола» (Новара) \| 3:1 cev.eu \| «Альба-Блаж» (Блаж) \| \| Маю Исикава (11) Майя Алексич (8) Франческа Бозио (4) Лина Альсмайер (16) Федерика Скуарчини (8) Татьяна Толок (22) Элеонора Ферсино (либеро) Джулия Де Нарди Тэйлор Мимс (3) Валентина Бартолуччи \| Голы \| Елизавета Самедова (11) Елена Харченко (5) Амели Ротар (15) Друссила Коста (10) Мара Леан (6) Катержина Валкова (1) Диана-Теодора Вереш (либеро) Исидора Коцкаревич (3) Лидия-Паула Партной (1) Моника Крастева (3) \| | «Пала Игор Горгондзола» 3550 зрителей |
| Счёт по партиям — 25:12, 25:20, 20:25, 25:17. Время матча — 1 час 32 минуты. Судьи: Дженнифер Хессе, Джанер Чилдыр.                                                                                | | |
| «Игор Горгондзола» (Новара) | 3:1 cev.eu | «Альба-Блаж» (Блаж) |
| Маю Исикава (11) Майя Алексич (8) Франческа Бозио (4) Лина Альсмайер (16) Федерика Скуарчини (8) Татьяна Толок (22) Элеонора Ферсино (либеро) Джулия Де Нарди Тэйлор Мимс (3) Валентина Бартолуччи | Голы | Елизавета Самедова (11) Елена Харченко (5) Амели Ротар (15) Друссила Коста (10) Мара Леан (6) Катержина Валкова (1) Диана-Теодора Вереш (либеро) Исидора Коцкаревич (3) Лидия-Паула Партной (1) Моника Крастева (3) |

### 2-й матч
| 1 апреля 2025 | \| «Альба-Блаж» (Блаж) \| 0:3 cev.eu \| «Игор Горгондзола» (Новара) \| \| Катержина Валкова (3) Елизавета Самедова (11) Елена Харченко (8) Амели Ротар (10) Друссила Коста (13) Мара Леан (5) Диана-Теодора Вереш (либеро) Исидора Коцкаревич (1) Лидия-Паула Партной Моника Крастева (5) \| Голы \| Сара Бонифачо (7) Татьяна Толок (22) Маю Исикава (7) Майя Алексич (3) Франческа Бозио Лина Альсмайер (10) Элеонора Ферсино (либеро) Джулия Де Нарди (либеро) Тэйлор Мимс (11) Алессия Маццаро Франческа Виллани (1) Федерика Скуарчини (4) Валентина Бартолуччи (1) \| | Блаж Универсальный зал «Альба-Блаж» 2250 зрителей |
| Счёт по партиям — 28:30, 17:25, 26:28. Время матча — . Судьи: Ракел Портела, Бартоломей Адамчик. | | |
| «Альба-Блаж» (Блаж) | 0:3 cev.eu | «Игор Горгондзола» (Новара) |
| Катержина Валкова (3) Елизавета Самедова (11) Елена Харченко (8) Амели Ротар (10) Друссила Коста (13) Мара Леан (5) Диана-Теодора Вереш (либеро) Исидора Коцкаревич (1) Лидия-Паула Партной Моника Крастева (5) | Голы | Сара Бонифачо (7) Татьяна Толок (22) Маю Исикава (7) Майя Алексич (3) Франческа Бозио Лина Альсмайер (10) Элеонора Ферсино (либеро) Джулия Де Нарди (либеро) Тэйлор Мимс (11) Алессия Маццаро Франческа Виллани (1) Федерика Скуарчини (4) Валентина Бартолуччи (1) |

### MVP
Лучшим игроком (MVP) финальной серии названа диагональная нападающая команды «Игор Горгондзола» Татьяна Толок.

## Призёры
«Игор Горгондзола» (Новара): Вита Акимова, Франческа Виллани, Франческа Бозио, Валентина Бартолуччи, Джулия Де Нарди, Элеонора Ферсино, Лина Альсмайер, Маю Исикава, Тэйлор Мимс, Сара Бонифачо, Майя Алексич, Алессия Маццаро, Татьяна Толок, Федерика Скуарчини. Главный тренер — Лоренцо Бернарди.
  «Альба-Блаж» (Блаж): Александра Чучу, Диана-Теодора Вереш, Елизавета Самедова, Катержина Валкова, Раиса-Лаура Йоан, Ленка Скалицка, Моника Крастева, Лидия-Паула Партной, Мара Феррейра Леан, Роксана-Диана Роман, Исидора Коцкаревич, Друссила Феликс Коста, Елена Харченко, Амели Ротар. Главный тренер — Гильермо Наранхо Эрнандес. 